# Jakowlew Pczeła-1T
Jakowlew Pczeła-1T (ros. Пчела-1 Т, pol. pszczoła) – rosyjski, rozpoznawczy, bezzałogowy aparat latający (UAV – Unmanned Aerial Vehicle) opracowany przez firmę Jakowlew. Pczeła została wykorzystana bojowo podczas wojny w Czeczenii w 1995 roku.

## Historia

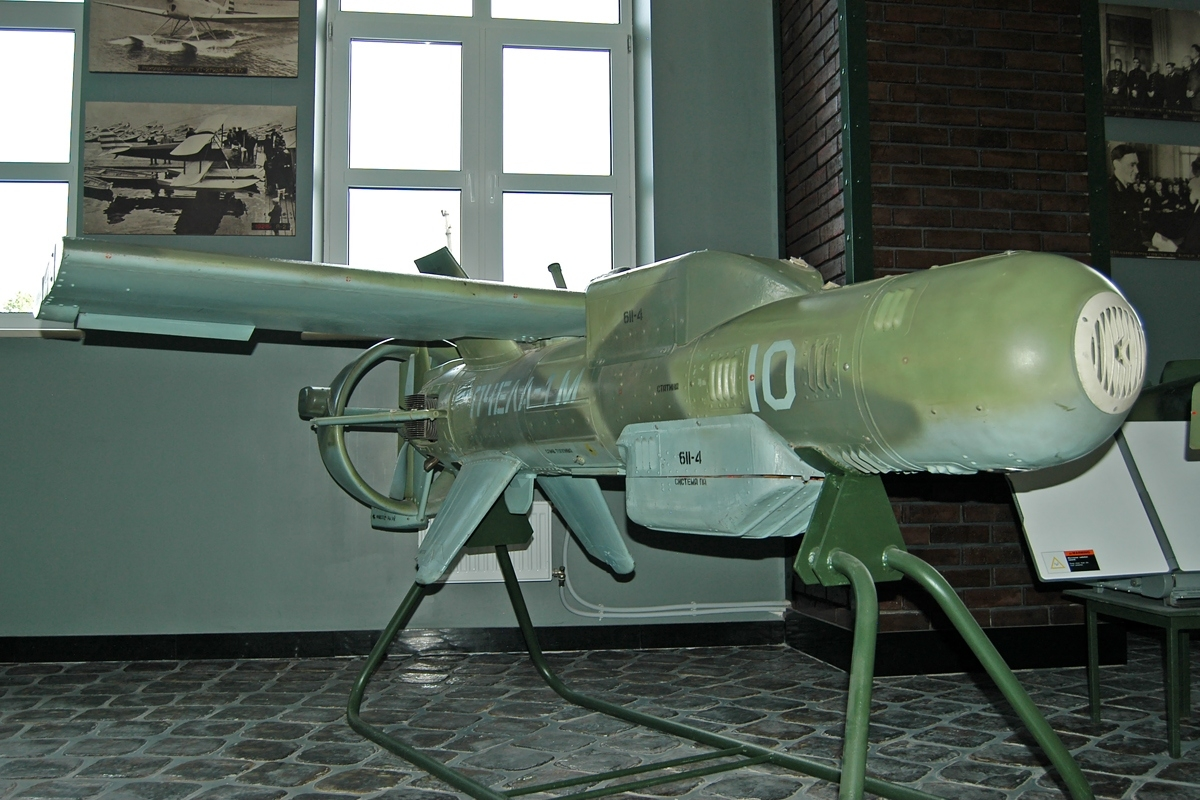
Pczeła-1M

Na początku lat 80. XX wieku w Związku Radzieckim rozpoczęto prace nad nowymi bezzałogowymi systemami rozpoznawczymi, przeznaczonymi dla wojsk lądowych, oznaczonymi kryptonimem Stroj (ros. Строй). System podzielony był na wersje przeznaczone do współpracy z różnymi szczeblami taktycznymi. Stroj-P, przeznaczony był do wsparcia pododdziałów na szczeblu pułku, Stroj-A na szczeblu armii, a Stroj-F na szczeblu frontu. W 1982 roku biuro konstrukcyjne OKB-115 im. A.S. Jakowlewa otrzymało zlecenie zaprojektowania i zbudowania niewielkiego aparatu rozpoznawczego, przeznaczonego do współpracy z pododdziałami wojsk powietrznodesantowych. Specyfika działań tego typu jednostek wymaga prowadzenia operacji w oddaleniu od własnego zaplecza, poza obszarem wsparcia własnych sił lądowych. Oczekiwano, iż aparat będzie mógł być przewożony i desantowany na standardowych dla radzieckich formacji pojazdach. Nowy samolot, który otrzymał oznaczenie DPŁA-60 (Izdielje 60) Pczeła-1M, został zaprojektowany na bazie bezzałogowego aparatu PS-01 Komar, zaprojektowanego w biurze konstrukcyjnym OSKB-S. Wyrzutnie nowego samolotu umieszczono na gąsienicowym transporterze opancerzonym BTR-D, a stanowisko kierowania misją na ciężarówce GAZ-66.

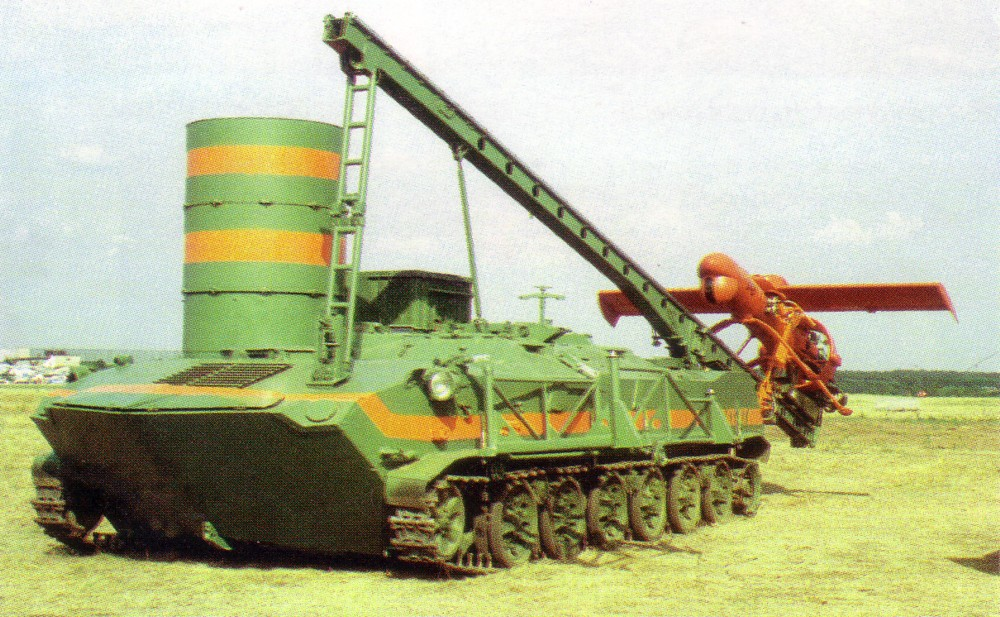
Pczeła na wyrzutni

Aparat latający zaprojektowano w formie górnopłata o prostym skrzydle i pierścieniowym usterzeniu, pełniącym jednocześnie rolę osłony śmigła pchającego, napędzanego pojedynczym silnikiem tłokowym. Aparat przeznaczony był do rozpoznania optycznego. W części dziobowej umieszczona została głowica z kamerą telewizyjną. Obraz z kamery był transmitowany do stanowiska kontroli w czasie rzeczywistym, przy użyciu łącza radiowego na odległość, w zależności od ukształtowania terenu 30–50 km. Start następował z wyrzutni szynowej, dzięki zastosowaniu dwóch przyśpieszaczy rakietowych. Po realizacji misji aparat lądował na spadochronie. Samolot dysponował niewielkim resursem, pozwalającym na odbycie jedynie pięciu misji. Gotowy system wprowadzono na uzbrojenie w 1997 roku. Seryjne egzemplarze zostały zmodyfikowane i otrzymały oznaczenie Pczeła-1T. Kompleks rozpoznawczy składał się z 10 aparatów, pojedynczej wyrzutni umieszczonej na transporterze BTR-D, mieszczącej również stanowisko kontroli misji, oraz dwóch ciężarówek obsługi technicznej. Operator naziemny mógł równolegle kontrolować dwa znajdujące się w powietrzu aparaty. Lot może odbywać się po wcześniej zaprogramowanej trasie, z wykonaniem maksymalnie 24 zakrętów lub być w całości kontrolowanym przez operatora na ziemi.

## Służba
Do momentu rozpadu Związku Radzieckiego, na wyposażeniu armii znajdowało się 18 sztuk Pczeła-1T. W styczniu 1995 roku, celem przetestowania w warunkach bojowych, pojedynczy kompleks Stroj-P został wysłany do Czeczenii. System wziął udział w walkach prowadzonych podczas tzw. I wojny czeczeńskiej. Wykonano 10 lotów, z tego 8 określanych jako bojowe. Łączny czas przebywania aparatów w powietrzu wyniósł 7 godzin i 25 minut. Głównym zadaniem bezzałogowców było poszukiwanie, identyfikacja i wskazywanie celów załogom szturmowych samolotów i śmigłowców. Podczas walk, według oficjalnych informacji, utracono trzy maszyny. Dwie z nich zostały zestrzelone przez czeczeńskich bojowników a jedna została utracona w wyniku błędu naziemnego operatora systemu. Pczeły ponownie zawitały do Czeczenii podczas tzw. II wojny czeczeńskiej. Aparaty używane były operacyjnie pomiędzy październikiem 1999 roku a lutym 2000 roku.
W sierpniu 2008 roku system został ponownie użyty bojowo podczas konfliktu w Osetii Południowej. Jeden z aparatów został utracony już po zakończeniu walk. Według niepotwierdzonych informacji, aparat został zestrzelony przez własne jednostki, rosyjskie lub osetyńskie, które pomyliły go z Elbit Hermes 450, będącym na wyposażeniu gruzińskich sił zbrojnych.